# Luftangriffe auf Paderborn

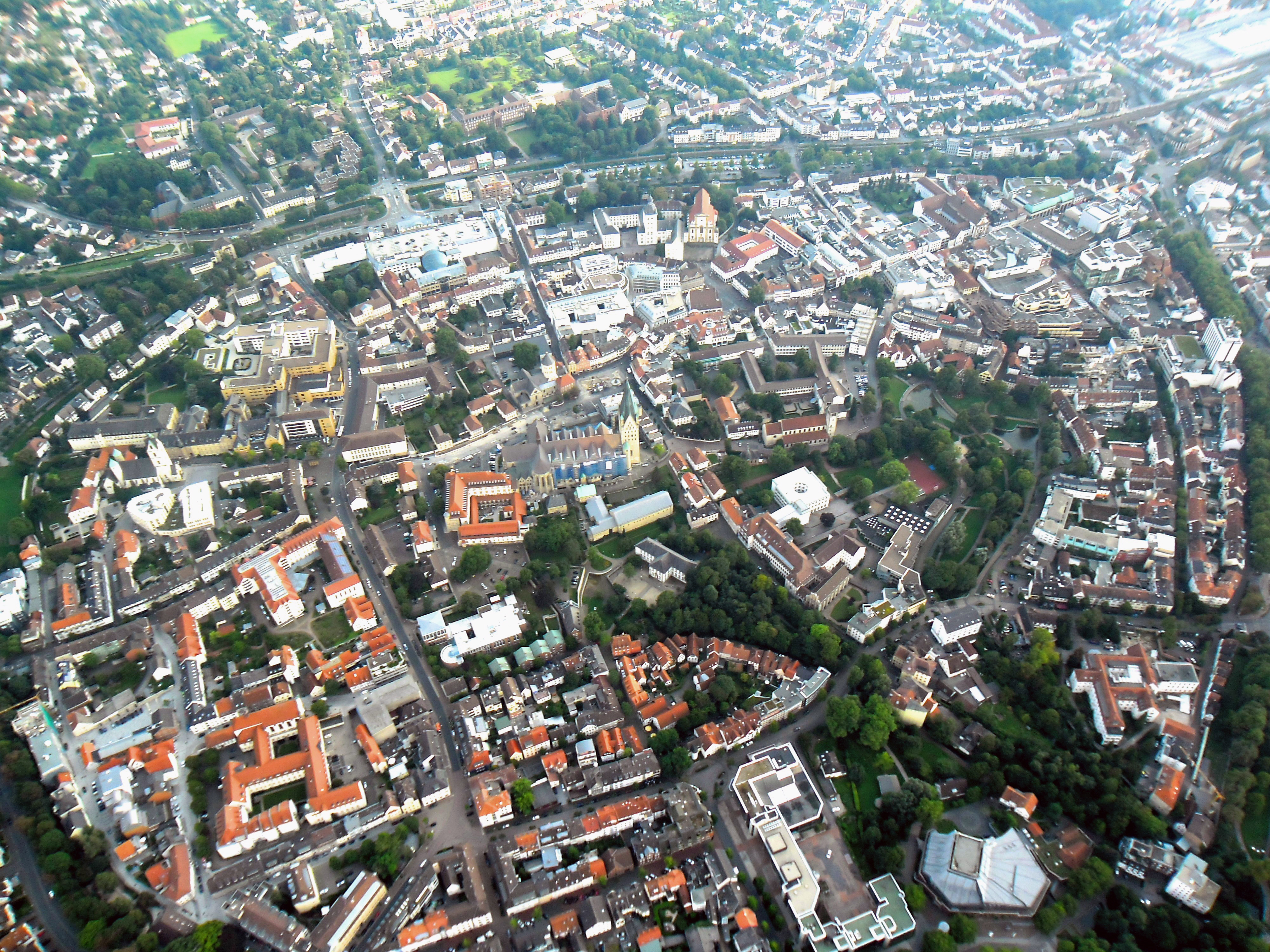
Altstadt von Paderborn im Jahre 2015

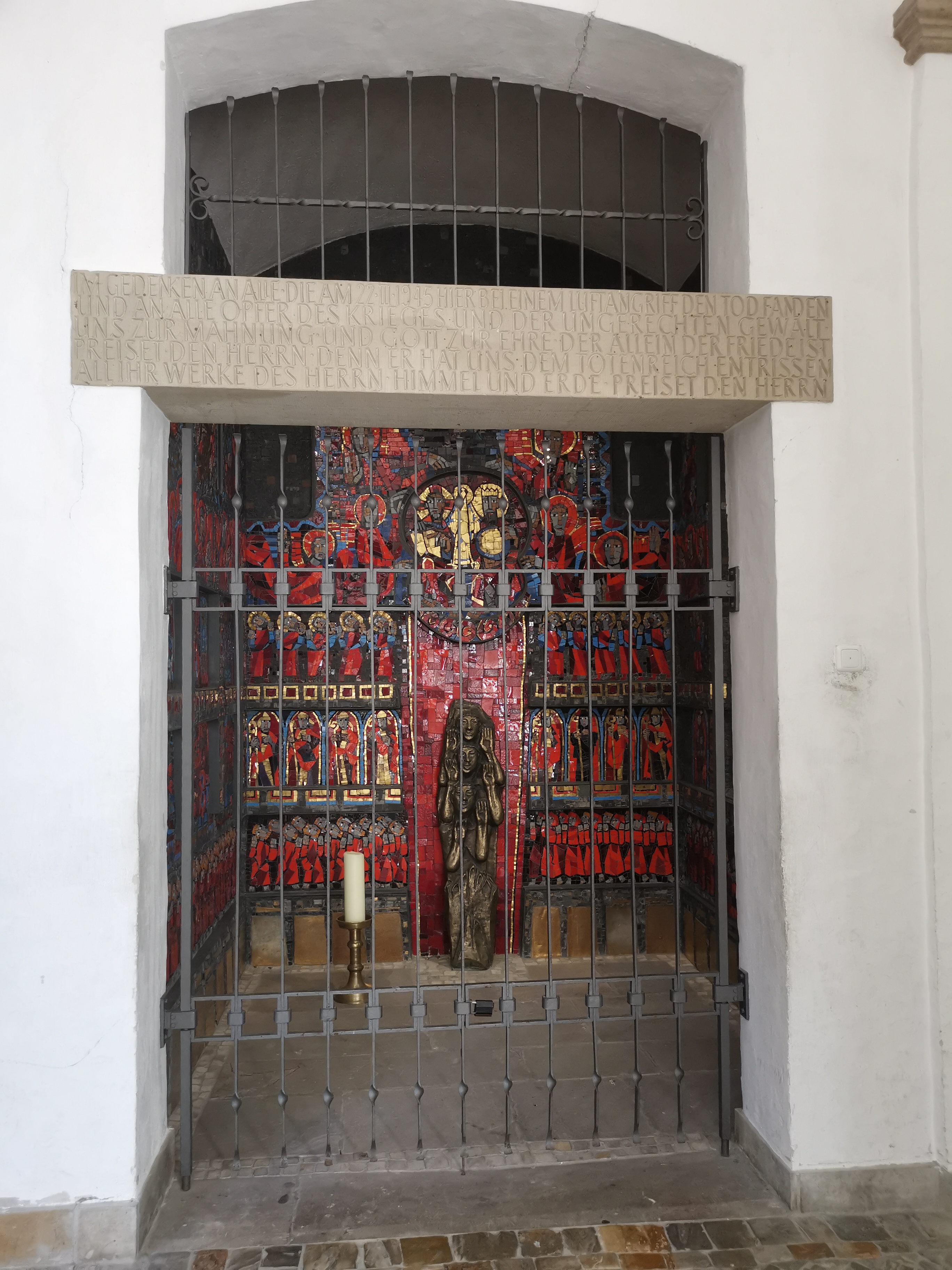
Gedenkkapelle im Dom Kreuzgang für 22. März 1945

Bei den Luftangriffen auf Paderborn wurde die Stadt Paderborn am 27. März 1945 von Einheiten des britischen RAF Bomber Command weitgehend zerstört. Diesem Luftangriff waren bereits einige meist kleinere Luftangriffe vorausgegangen. Der erste Luftangriff durch britische Einheiten erfolgte am 21. Juni 1940 auf den außerhalb der Stadt gelegenen Flugplatz Paderborn. Bis zum Frühjahr 1945 galten alle Luftangriffe rein militärischen Zielen, unter Inkaufnahme von teils erheblichen zivilen Kollateralschäden. Das dichtbesiedelte Stadtzentrum war jedoch bis dahin kein explizites Angriffsziel.

## Erste schwere Angriffe auf das Stadtzentrum

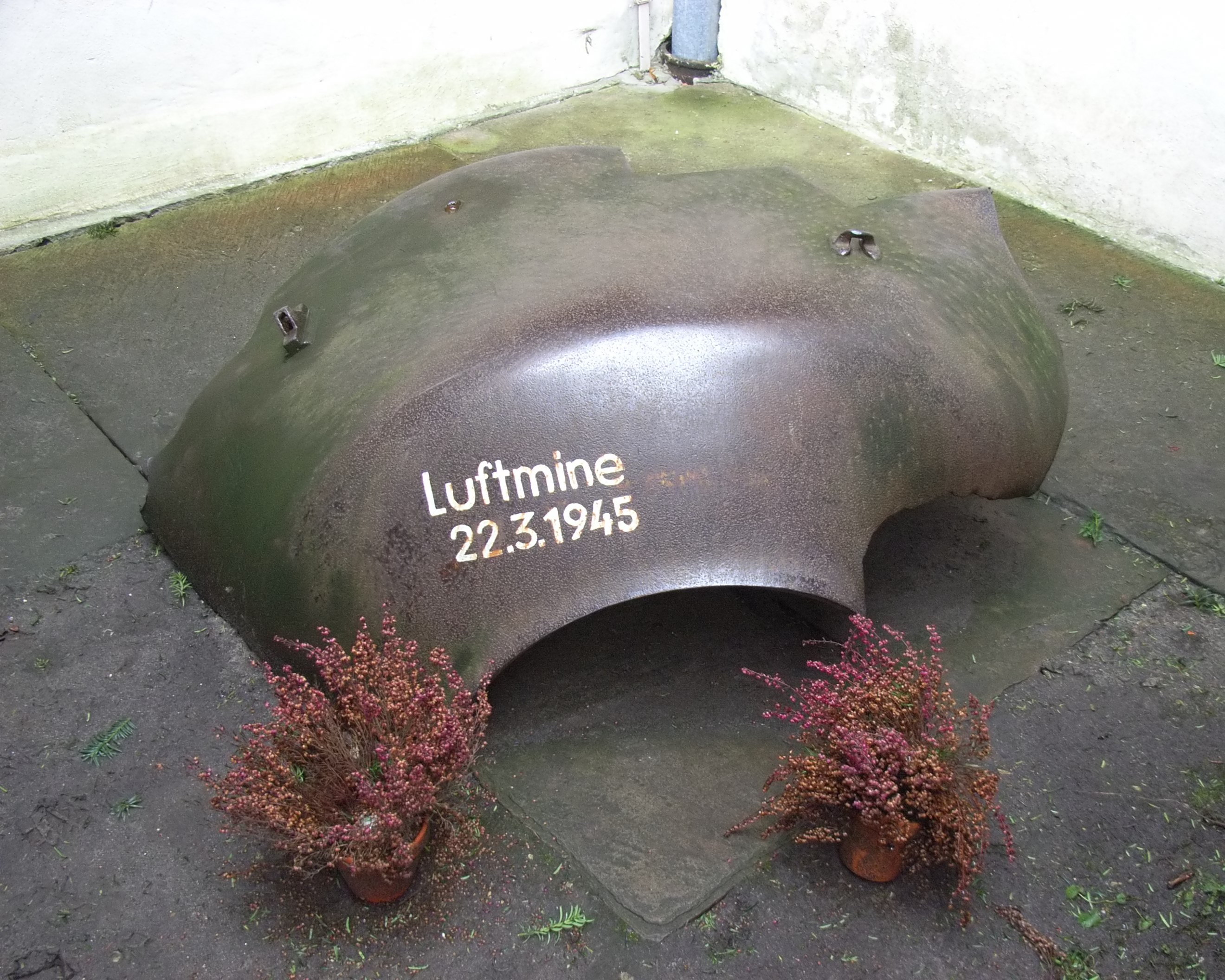
Reste einer Luftmine vom Angriff am 22. März 1945 im Innenhof des Paderborner Doms

Am 17. Januar 1945 tagsüber warfen 153 Bomber des 397. Bombengeschwaders der USAAF 1.154 Tonnen Bomben, um den Paderborner Verschiebebahnhof zu treffen; 239 Menschen starben.
US-Bomberstaffeln flogen auch am 23. Februar 1945 (30 Tote) und am 10. März 1945 (60 Tote) Angriffe bei Tag. Getroffen wurden der Norden vom Maspernplatz bis etwa zum Schützenplatz, das Bahnhofsviertel, das Ükernviertel und die Paderborner Südstadt.
Am 22. März 1945 um 21 Uhr warfen neun britische Mosquito-Flugzeuge 17 Tonnen Bomben ab, die den Paderborner Dom und seine Umgebung stark beschädigen. Dabei starben 41 Menschen.

## Der Angriff vom 27. März 1945
Fünf Tage später, am Kardienstag, bombardierten 266 schwere Lancaster-Bomber der Royal Air Force im Zusammenhang mit den Operationen der Alliierten zur Überquerung des Rheins ab dem 23. März Paderborn. Die Angriffe galten dem vermuteten Aufmarschgebiet deutscher Verbände, die gegen die Versuche der alliierten Truppen zur Umzingelung des Ruhrgebiets bereitgestellt wurden. Paderborn war nach Nachkriegsaussagen einer Frau Martha Peter geb. Metz durch den Gauleiter des Gaus Westfalen-Nord, Alfred Meyer, zur Festung erklärt worden. Der Wehrmachtsoffizier Werner Freiherr von Beschwitz habe demgegenüber die Erklärung der Stadt zur Lazarettstadt durch persönliche Vorsprache beim OKH durchgesetzt, was den Alliierten aber zum Zeitpunkt des Angriffs nicht bekannt war.

### Die Angreifer
Der Angriff mit anschließendem Großbrand wurde auf Befehl von Luftmarschall Arthur Harris der britischen Royal Air Force durchgeführt. Zur Zerstörung des dicht bebauten Flächenziels wurde ein bereits bei den Angriffen auf Kassel, Braunschweig, Pforzheim, Hamburg angewandtes Verfahren verwendet. Bei diesem Angriffsverfahren verwendete man eine Kombination von Spreng- und Brandbomben. Diese Kombination führte im militärischen Optimalfall zu einem Feuersturm. Das Feuer vervielfachte dabei die Schäden der als Verursacher eingesetzten Spreng- und Brandbomben.

### Die Vorbereitung
Die genaue Auswahl der zu bombardierenden Stadtteile wurde anhand von Luftbildern, Bevölkerungsdichtekarten und Brandversicherungskatasterkarten getroffen. Die Katasterkarten waren durch deutsche Feuerversicherungen bei britischen Rückversicherungsgesellschaften vor dem Kriege hinterlegt worden. Die historische Paderborner Altstadt wurde als Kerngebiet des Angriffs ausgewählt, da hier der Holzanteil an der Gesamtbaumasse am Höchsten war. Damit stellte sie zum Entzünden eines Feuersturms in Paderborn das optimale Kernzielgebiet dar.
Vor dem Bombardement wurde das Zielgebiet von Mosquito-Schnellbombern durch rote und grüne Markierungskörper (sogenannte Christbäume) abgegrenzt. Dies wurde durch einen in großer Höhe fliegenden Masterbomber überwacht, der über Funk mit den Markierungsfliegern verbunden war. Nachdem dies beendet war, überprüfte der Masterbomber auf einer tieferen Flugbahn nochmals das Paderborner Zielgebiet, legte die exakten Anflughöhen fest und gab den Angriff frei.

### Das Bombardement
Das Zielgebiet des ersten Flächenangriffs auf Paderborn stellte im Wesentlichen das dichtbesiedelte Stadtzentrum – insbesondere die historische Altstadt – dar. Das Bombardement begann am 27. März 1945 um ca. 17:30 Uhr. 270 Lancaster-Bomber und 8 Mosquito Flugzeuge setzte die Royal Air Force dabei ein.

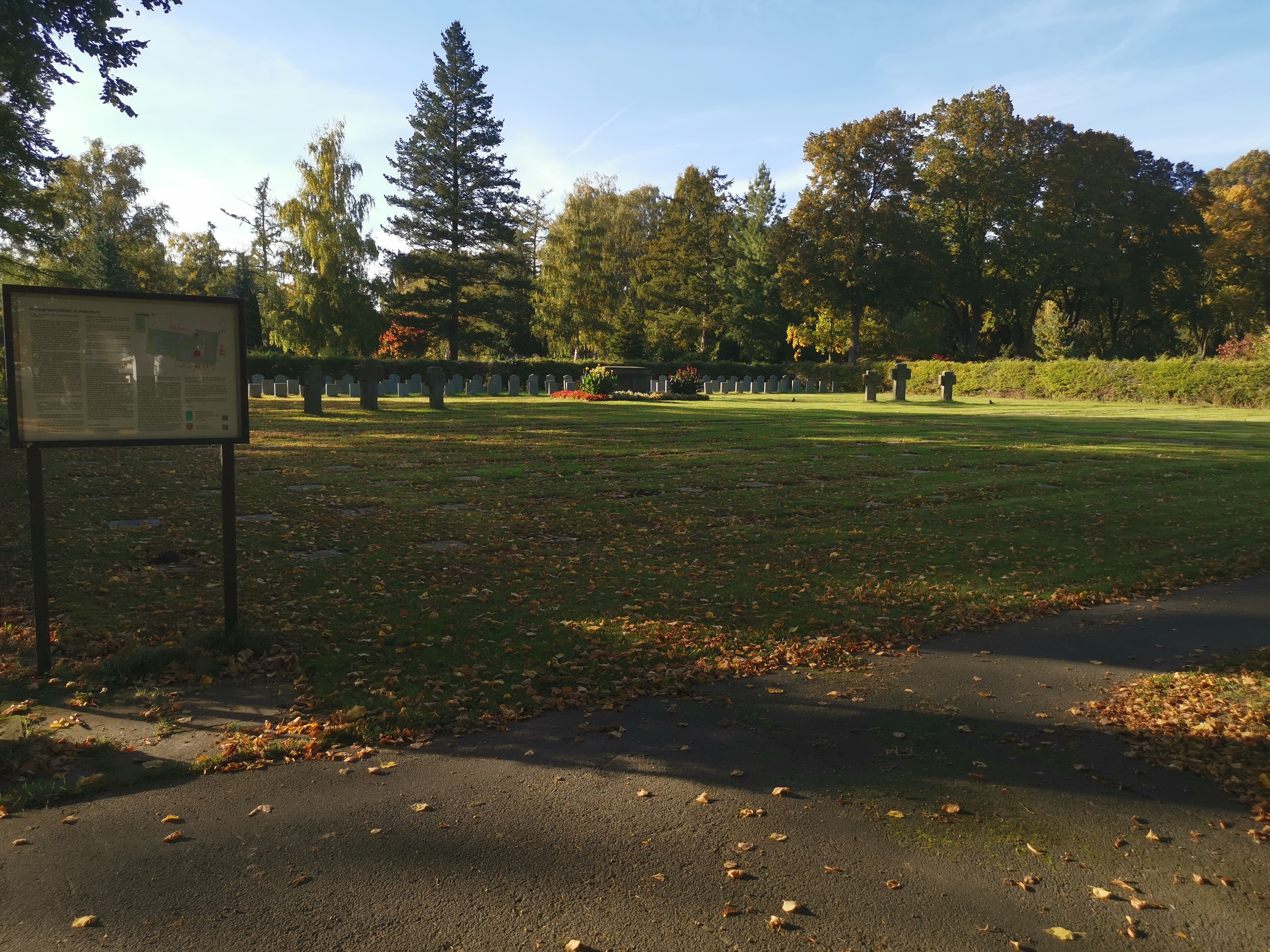
Kriegsgräberstätten auf dem Westfriedhof mit zahlreichen zivilen Opfern.

Zuerst wurden tausende Sprengbomben sowie mehrere hundert Luftminen abgeworfen. Durch die Druckwellen der Explosionen wurden viele Dächer aufgerissen. Danach wurden tausende Elektron-Thermitstäbe über dem Stadtgebiet abgeworfen, die in die aufgerissenen Dachstühle der Häuser fielen und diese in Brand steckten. Tausende kleinere Gebäudebrände wurden binnen einer Stunde zu einem Großbrand.

### Schäden und Opfer
Die Mehrheit der in den Kellern Zuflucht suchenden Menschen – soweit sie nicht während des Angriffs durch Trümmer erschlagen wurden – erstickten oder verbrannten in den Kellern. Eine Flucht aus den Kellern über die Straßen war nur selten möglich, da die Hitzeentwicklung zu groß war. Dem Angriff auf die dichtbesiedelte Stadt fielen bis zu 350 Menschen zum Opfer. Es wurden 85 Prozent der Bausubstanz Paderborns zerstört.
Der Schwerpunkt der Zerstörungen lag im historischen Stadtzentrum, dieses war fast völlig zerstört. Zahlreiche historische Bauwerke fielen dem Angriff zum Opfer, nur ein Teil der Bauwerke konnte wieder rekonstruiert werden. Nachfolgend eine Auswahl der Gebäude und Denkmale:
- Paderborner Dom ▼ (9./12. Jh.; schwerste Schäden, wieder aufgebaut)
- Rathaus Paderborn ▼ (15./17. Jh.; schwerste Schäden, wieder aufgebaut)
- Erzbischöfliche Akademische Bibliothek ▼ (17,/18. Jh.; schwere Schäden, verlor 70.000 ihrer 160.000 Bücher umfassenden historischen Sammlung.)
- Abdinghofkloster ▼ (10./11. Jh.; schwerste Schäden, abgebrochen und später mit Stadtverwaltung überbaut.)

Die Paderborner Luftschutzleitung meldete nach dem Angriff: „2000 Gebäude total zerstört, 500 schwer beschädigt, 700 mittelschwer beschädigt, 400 leicht beschädigt. Brände: 1500 Großbrände, 1000 mittlere Brände, 500 Kleinbrände, Flächenbrand über dem gesamten Stadtkern.“
Die verhältnismäßig geringe Opferzahl bei diesem Großangriff ist dem Umstand zu verdanken, dass viele Einwohner nach den vorangegangenen Angriffen ab dem 17. Januar 1945 die Stadt aus Angst vor weiteren Angriffen verlassen hatten. Insgesamt kamen während aller Luftangriffe auf Paderborn rund 900 Menschen ums Leben.
Paderborn hatte durch die Luftangriffe eine Vielzahl seiner bedeutendsten Denkmäler verloren, die Altstadt ihr mittelalterliches Gesicht völlig eingebüßt. Das Stadtbild hat sich dadurch radikal verändert.

## Gedenken

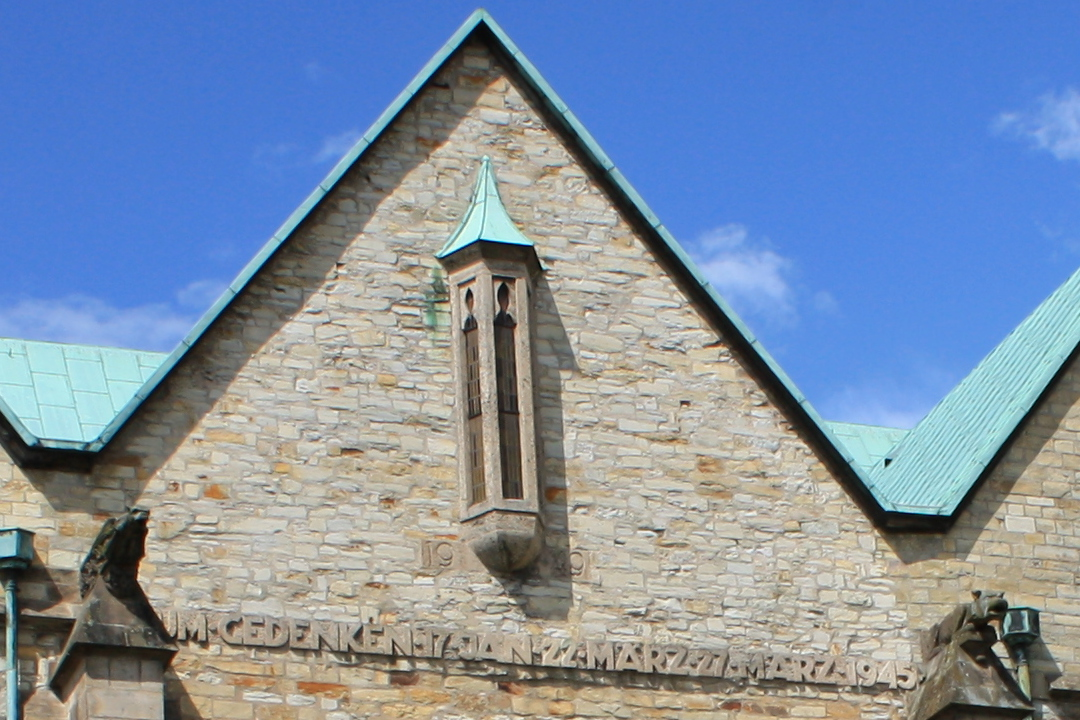
Totenleuchte am Paderborner Dom

Die Totenleuchte am Paderborner Dom brennt jeweils am 17. Januar, 22. März und 27. März eines Jahres, um an die Tage der drei stärksten Luftangriffe im Jahr 1945 zu erinnern.